# 伝説のスタフィー2
『伝説のスタフィー2』（でんせつのスタフィーツー）は、トーセが開発し、2003年9月5日に任天堂から発売されたゲームボーイアドバンス用アクションゲームである。

## 概要
前作『伝説のスタフィー』に引き続き、雲の上の国テンカイの王子スタフィーがワルモノたちを倒すストーリー。前作の流れをかなりの部分で踏襲しつつ、一部を強化発展させた内容で、前者はグラフィックや敵・仲間キャラクターの多くがそのまま使われている点、後者はスタフィーが使えるアクションの追加や仕掛けの高度化といった形で現れている。
多彩なキャラクターは前作以上の人数を数えるが、重要人物だったロブじいさん、キョロスケをはじめ、かなりの面々が継続出演しているので、グラフィックの一貫性と合わせて前作の延長版といった趣がある。

## ストーリー
「ふしぎなツボ」からよみがえった悪者オーグラは、スタフィーとキョロスケの奮闘によって再びツボに封印され、テンカイに平和が戻った。それから数年後、オーグラはなんとか脱出の手立てがないか考えるうち、ある方法を思いつく。自ら子供を産み、それに嵐を起こさせてツボを出るというものだった。オーグラの生んだ10人の子供たちはプチオーグラと名付けられ、ツボの小さな口から出ると、あっという間に嵐をもたらし、父親の入ったツボを転がして脱出させる。自由になったオーグラはスタフィーらの前に現れ、その母親である王妃ママスタをさらっていく。
泣きながらオーグラを追って走るスタフィーだが追いつけず、テンカイから飛び降りようとするところをキョロスケに止められるも、勢い余ってふたりとも下へ落ちてしまう。

## ゲーム内容
前作同様、スタフィーを操作して進む面クリア型サイドビューアクションゲーム。スクロール方向は横であることが多いが、縦や縦横両方の場合もある。
歩きや泳ぎ、スピンアタックを駆使することになるが、敵に接触したり、攻撃を受けたりすると1ダメージになる。スタフィーの元気（ライフ）は最大5で、これはハートの形で表現されている。
ステージ各地に置かれた「しんじゅ」を5個取れば、減った元気を回復することができる。大きなしんじゅは5個分の価値があるので、取れば必ず1つ元気を回復できることになる。またしんじゅは回復に使っても減少せず、右下の「トータル」部に4ケタまで累積し、後述の「ラブリーのおみせ」でグッズやしゃしんを買うために使うことができる。
ライフ制が採用されており、元気が0になるとかならずゲームオーバーとなる。「つづける」を選ぶと前回マーメイドに触れた場所か、触れていなければステージの最初からやり直すことになる（そこからゲームオーバーまでに集めたしんじゅは消え、再び集め直さなければならない）。「やめる」を選ぶとタイトル画面に戻る。
強制スクロールステージで壁に挟まれたり、穴に落ちて画面外へ行ったりというような、スタフィーが死亡したかに見える状況でも、1ライフのダメージで部屋の最初に戻されるだけで済む。

### コンセプト
ディレクターの田島梓は「ライトユーザーや10歳以下のお子さん」が対象と語る。そのため難易度はそれほど高くないステージが多く、キャラクターの可愛らしさを前面に押し出したスタイルとなっている。また、家族愛を描いた場面がいくつかある点も特徴。
前作同様、基本的に「死」の概念が存在しない点はそのひとつの表れといえる。倒したザコ敵は消えてしまうが、しばらく離れると復活している。ボス敵も倒した時こそ消滅していくアニメーションが出るが、後で来ると何事もなかったかのように同じ場所におり、また勝負を仕掛けてくる。スタフィー自身も、ゲームオーバー時にコミカルな演出がなされるだけで、暗い印象をプレイヤーに与えるようなものではない。

### セーブ・中断
前回同様、ステージ中のマーメイドに触れることによるセーブのほか、スタートボタンでポーズを掛けた状態で電源を切るといわゆる「中断セーブ」ができ、次回はそこからゲームが再開される機能がある（あくまで中断なので再開するとそのデータは消える）。ステージ攻略中においてもある程度自由な中断・再開機能が保障されている点は大きい。
また後述のように、前作と違う点として、短いステージを各個巡っていく形が採られている。ステージクリアはマーメイドと同様（つまりセーブ＆回復）の効果を持つので、実質的なマーメイドの増加であるだけでなく、場面を細かく切り替え、進行のテンポを改良し、さらに各ステージごとに手に入るグッズのおかげで達成感も増している。プレイヤーが自分の居場所や現在のシナリオ展開を忘れてしまったり、迷ったり、倦怠感を催したり、疲労したりする可能性が下がっている。こうしたことから、携帯機ゲームとしての利便性は高い。

### ラブリーのおみせ
ラブリーが「はじまりの海」で開いているお店。スタフィーが身に着けられるグッズや、仲間たちのしゃしんを売っており、購入にはしんじゅが必要。商品をすべて買い占めると、次の入荷までしんじゅを集めながら待つことになる。

### グッズ
前作との大きな違いが、ステージのゴール地点に設置された宝箱から得られる「グッズ」である。グッズは「きるもの」と「アクセサリー」の2種類に分かれており、ポーズ画面から行けるグッズがめんで1つずつ身に着けることができる。ここで身に着けたグッズにかかわらず、通常のプレイにおけるスタフィーは裸のままである。そのため、完全におまけの着せ替えモードといってよい。
グッズはオーソドックスなものからギャグ、時代劇風、さらにはいわゆる女装用のものまで幅広く用意されている。

## その他
前作同様、「1周目」エンディング後に「2周目」再び各ステージを巡るというお宝探しがある。全部で45個ある。
1-1から固定順でクリアしていく1周目と異なり、自由に攻略ステージを選ぶことができる。さらにどのステージも最初から1周目で解いたほとんどの仕掛けが、最初から解除された状態になっており、ゴールに直行できるが、代わりに敵やトゲなどの仕掛けが激増しており、難易度は跳ね上がっている。1周目で仕掛けを解くために行ったエリアに寄り道をすると、大量のしんじゅが置かれていることが多い。
2周目にならなければ行けないステージや、1周目で通過したものでも2周目専用のルートが用意されている場所がある。今回は、条件に応じて攻略可能なステージが増えていくようになった。なお、「乗り物」の項で解説した「 - 改」など進化版ののりものは、この2周目にならなければ使うことができない。
前作同様バグがあり、落下トゲ天井のステージで元気1のスタフィーが敵に触れた直後に天井に当たるとフリーズする現象や、ステージ3-3で兄妹ガメを捕まえた後スタフィーが驚いた顔のまま固定される（移動やスピンアタック等は通常と同じように可能）ことがある。

## スタフィーのアクション
水中と地上で操作方法が大きく変わる点は前作同様である。共通点のあと、両方の場合を分けて記す。本作からしゃがむアクションが追加された。
共通

スピンアタック
ステージ1-2で使えるようになる、回転しての体当たり。スタフィーの主力攻撃。Bボタンで出すが、十字キーと一緒に入力したり、まずBボタンだけを押してスピンアタックを発動させ、攻撃中に十字キーで動くこともできるなど、使い勝手に優れる。だが、地上で後述のだっっしゅをしたい場合は、一度スピンアタックを出しておいてからでないと使えない。
これを出していない状態で敵と接触するとスタフィーのみダメージを受けるが、スピンアタック中に接触した場合は敵に一方的にダメージを与えられるうえ、大半のザコ敵を1発で倒すことができるため、強力な攻撃方法といえる。しかしトゲ等のマップトラップや、無敵状態の敵に接触すると、スピンアタック中でもスタフィーのダメージになってしまう。
攻撃だけでなく、敵の弾をはじく防御手段や、スイッチ等のステージギミックを作動させたり、タルなど敵ではない物体を水中で弾き飛ばす手段として使える汎用性を持つ。
シナリオの進行に伴い3段階に成長する。スピンアタックは第1段階の名前で、以後スピンアタックLv2、同3となる。Lv2以降は十字キーのいずれかと一緒に入力することでその方向に突進し、水流を逆らって進んだり水面から飛び出すことができるが、水中でしか発動できない（水面にいても不可）。水面近くで使うことで空中に飛び出すこともでき、これは攻撃と移動を兼ねて使うことができる。
3段階のいずれも、発動直後の白い気流がスタフィーの周囲から消えてからも、約1秒間スタフィーが回転しており、止まるまで攻撃判定がある。地上ではこれを利用して、スピンアタックをかけてからじゃんぷし、真上の敵を倒すといった使い方が可能。
使いすぎると目が回り、一切の操作が不可能になる。一定時間の経過や、ダメージを受けることで復帰する。後述の通り、十字キーの左右を連打すると早く回復する。目を回す条件は「任天堂公式ガイドブック」には（スピンアタックを）「4回連続で使」った場合とある（具体的には3回しか発動せず、4回目を入力した瞬間目を回す）が、他に最初の1回が終わる前にボタンを4連打したときなども目を回す。回転数カウントが減る条件はゲーム中で詳しく解説されないが、少なくとも回転が完全に終わるとカウントはリセットされるようである。
ピヨピヨの回復
十字キーを左右に連打すると、目を回した状態は早く回復する。ゲーム中でヤドカリタは「十字キーを連打する」と説明するが、上下は関係がない。
水中
およぐ＆がんばりおよぎ
水中で十字キー。Aボタンを押しながら十字キーを入力すると、高速のがんばりおよぎが可能。がんばりおよぎはタルや、白い丸がついた青いブロックを押す手段としても使える。
なみまじゃんぷ
水面で十字キー上+Aボタン。陸上で行うじゃんぷよりも高く跳べる。また、後述のだぶるじゃんぷと組み合わせることができる。
スピンアタックLv2＆3
スピンアタックの項を参照。
地上
だっっしゅ
Bボタン+十字キー。だっしゅではない。地上でBボタンを押すと最初に出るのはスピンアタックで、だっっしゅは白い気流が消えてはじめて使える。そのため、いつでも自由に出せるわけではない。また、一度始めると方向転換や停止は急にはできない（Aボタンでだっっしゅじゃんぷして十字キー左右で調節すれば勢いを殺すことはできる）。このようにそれほど使い勝手はよくないが、しゃがみすべりはだっっしゅ中のみ可能である。
だっっしゅ開始時はそれほど速いわけではないないが、そこから加速度がつき、約1秒ほどで最高速度に達するとかなりのスピードになる。特に「ツルツル氷山」の滑る地面の上では、初速の低さと加速度・最高速度の高さが顕著。
しゃがみすべり
だっっしゅ中に十字キー下。ヘッドスライディングのように滑って狭い隙間を通り抜けることができる。抜けきらずに中で停止したり、途中で十字キー下を放した場合は、たとえ隙間出口の方が近くても入口までゆっくり戻される。
じゃんぷ＆だっっしゅじゃんぷ
Aボタン。押す長さに応じて高さが変わる（1 - 2キャラ分）。また、歩いているときじゃんぷすると3キャラ分の高さまで届くようになる。
だっっしゅ中にAボタンで最大4キャラ分の高さまで跳べる（だっっしゅじゃんぷ）。なお、だっっしゅ中の速度は一定ではないが、だっっしゅ中なら速度によらずじゃんぷできる高さは一定。ただし、だっっしゅ中に壁にぶつかっても、ボタンを入力している限りスタフィーは壁に向かってだっっしゅし続けるが、このときじゃんぷしても通常のじゃんぷと同じ高さまでしか届かない。
だぶるじゃんぷ
ステージ5-2でニャンジャに教わる忍びの業。じゃんぷ中にAボタンを押すことでもう一度じゃんぷすることができる（跳べる高さは通常のじゃんぷと同じ）。1回目と2回目では効果音やスタフィーの表情が異なる。1回目としては通常のじゃんぷのほか、なみまじゃんぷやりゅうせいアタックの跳ね返りが使えるが、スピンアタック2と3は使えない。
崖から歩いて落下した場合などは、空中で全くじゃんぷできない。
ムササビじゃんぷ
前作は自力で技を覚えていたが、本作はステージ3-4でガガンモに教わる。じゃんぷ開始からAボタンを押しっぱなしにすると、最高点に達した瞬間発動する。身体を地面に平行にし、両手をぱたぱたさせて滑空することで、ゆっくり降りたり、着地点や着地タイミングを調節したり、滞空したり、飛行距離を伸ばしたりできる。じゃんぷと名がついているが、実際はじゃんぷ後の処理という感が強い。
ジャンプの最高点に達したあと着地までにAボタンを押し直したりしても可能。ムササビじゃんぷ中にAボタンを離すと通常の降下に戻り、また押しなおすとその間だけムササビじゃんぷができる。これは着地まで何度も繰り返せる。だぶるじゃんぷを覚えたあとは1回目と2回目、両方のじゃんぷの後で使える。また、崖から歩いて落下した場合など、じゃんぷ以外の原因で空中に移動したときもAボタンで使うことができる。
滑空を始めるとマイナスの加速度が働き、1秒弱ほどで最低速度に達すると、かなりゆっくり降下できる状態になる。
りゅうせいアタック
ステージ8-2でテンカイヘイシから授かる秘法。だぶるじゃんぷ中に十字キー下+Bボタンという若干複雑な操作をすることで、急降下攻撃を行える。敵に命中すると上に跳ね返り、そこからだぶるじゃんぷも使える（もう一度じゃんぷできる）。これを利用し、空中に並ぶ敵をりゅうせいアタックで倒しながら足場にして、通常は行けない遠い場所にまで行くことができる。
出せるのは空中でだぶるじゃんぷ中のみ、まっすぐ下にだけ出せる。そのため名前のインパクトに反して実戦では使いづらく、主に移動用の技となっている。また、出した後は着地、敵に命中、もしくはダメージを受けるまで操作不能となるので、出したときの位置が悪いとまっすぐ穴に突っ込んでしまうこともある。

### 乗り物
前作に引き続き、のりものが多数登場する。共通しているものや、内容が似通っているが名前や外見が異なるものがある。どれもストーリー中に会う仲間から対応するものがもらえ、4系統存在する。条件を満たすと、各系統の改良版を使えるようになる。
乗り物を使って突破する部屋は各ステージに点在しており、入口そばにある乗り物に触れ搭乗すると、通常とは異なる操作で進む特殊な「乗り物ステージ」と呼ぶべきシーンが始まり、ゴールにある扉に入ればクリアとなる。敵やトゲに接触したり、穴に落ちたりすると1ダメージを受け、乗り物ステージの最初からやり直すことになるが、代わりに大量のしんじゅが配置されていることもあるので、上手く操作すれば大きな収穫を得ることもできる。
乗り物ステージでは専用の敵が多く現れる。
ききゅう
ステージ2-3で手に入る、メカニじいさんの研究作品。その名の通り高く飛べるようになる気球だが、外見は一般にいわれる気球と違い、ゴンドラの代わりに両手足をうつぶせ状態でくくりつけられたスタフィーがいる。熱源などはないので、どんな原理で上昇や移動をしているのかは不明だが、『任天堂公式ガイドブック』によると浮力を利用しているらしい。
Aボタンで上昇、十字キー左右で移動。Aボタンを押すと少しずつ上昇するが、放すと落ちてしまう。どこまでも上れるが、1回のAボタンで上げられる高度が小さいので、他の乗り物よりもゆっくりとマップを抜けることになる。
敵やトゲなどに接触すると破れ、やり直しになる。Aボタンを放したときの下降速度は初め緩やかだが、すぐにかなりの速度で落ちるようになるので、高度を下げたくないときは小刻みにポンポンとAボタンを押し、上昇したいときは連打することになる。なお、1回の入力で押しっぱなしは0.5秒間ほど受け付けてくれるので、少し押しっぱなしにして放し、を繰り返せば連打の必要は減る。
これを使って抜けるエリアは、縦長の空間を上昇していくものが多い。スタフィーが近づくと水平に突っ込んできたり、上から落ちてくるような敵が主体である。
ききゅう改
ジェットエンジンを搭載した改良版ききゅう。従来のききゅうと同じ操作に加え、Bボタンでエンジンを噴射させ一気に移動できる。噴射方向は十字キーで決められるので、上昇・下降・水平移動のすべてをこれひとつで行える。ただし一度に噴射し続けられるのは2秒間ほどで、始めてしまうと急には止まれない。
スケボン
ステージ4-2でトリートからもらえる、毒沼や溶岩の上でも進める乗り物。前作のうなぎボートとほぼ同じで、十字キー左右で移動、Aボタンでジャンプ。当たり判定がスケボンの目のあたりに存在し、扉に入るときもスタフィーでなくスケボンの目を扉に合わせていかなければならない。
敵は地中から飛び出してくるもの、空から飛び降りてくるもの、地面をうろついているものがいる。ステージは横方向の強制スクロール方式なので、タイミングを見て正確に操る必要がある。
スケボン改
スケボンの改良版。翼がついており、Aボタン長押しで短時間空を飛べる。スタフィーのだぶるじゃんぷと同じ要領で、まずAボタンでじゃんぷし、空中で長押しして滞空するという動作が可能。
リューン
ステージ8-1でマユドラゴからもらえる緑色のドラゴン。スタフィーを抱きかかえるようにして飛び、横方向の強制スクロールステージを進む。反対側から敵が飛んできて弾を撃ってくる様はシューティングゲームに似ているが、リューンは積極的な攻撃方法を持たず、十字キーの移動と、Aボタンでスタフィーを盾にしての防御しかできない。また、防御はAボタンを押してから約1秒経ち、スタフィーの汗が散り始めてからでないと効果がなく、また効果は約2秒間しか続かない。しかし、盾にしている間は接触した敵を倒し、弾を消すこともできるので一応攻撃にも使える（前方以外のスタフィーがいない方向にも効果がある）。
リューン改
マユドラゴが新しく発見したといって使わせてくれるドラゴン。『任天堂公式ガイドブック』によればリューンが進化したものらしい。従来の操作に加え、Bボタンで炎の弾を吐けるようになった。短時間押すと真っ直ぐ前に放ち、1秒弱押して放すと追尾弾が使える。そのため前作の「まほうセット」に近い存在である。また、Aボタンの防御は前方にバリアを発するものに変化し、スタフィーに迷惑を掛けなくなった（効果は同じ）。
長い尾を後方に出して飛ぶが、接触判定は前方にある。腹の下に入れているスタフィーにも接触判定はない。
きぐるみコアラ
ステージ9-3でフカフカからもらえる、前作に続いて登場のコアラ着ぐるみ。十字キー左右で移動、Aボタンでジャンプ。Bボタンで恐い顔をして吠え、敵を威嚇して動きを止めることができる。止まっている間の敵は変形しており、足場にすることができるが、しばらく経つと元に戻ってしまう。
歩くのが遅く、ジャンプすると着地時に地響きがする。『任天堂公式ガイドブック』によると「とても重い」らしい。
乗り物ステージに登場する敵はトゲだらけの物体や地中に埋まった煙のような存在など。吠えるとそれらが真四角のブロック状になったり、トンボや天使の形になって昇天したりする様はどこかシュールである。
きぐるみヤンキー
フカフカが新しく作った着ぐるみ。着崩した学ランとサングラス、頭にはリーゼントというヤンキースタイルである。性能はまったく同じで、さらにセレクトボタンで変身し、従来のコアラと姿を切り替えることもできる。ヤンキー入手後はステージ開始時のデフォルトがこのヤンキーになるので、コアラが気に入っている場合は毎回セレクトボタンを押さなければならない。

## ステージ
大きな一つのステージで冒険が繰り広げられた前作と異なり、いくつかの小さなステージが集まって大きなステージがつくられている。たとえば最初のステージは今回、前作ともに「ロブのどうくつ」という名前だが、前作は巨大などうくつの中でいくつも仕掛けを解き、最終地点に到達すればクリア、という形になっている。それに対し、今回はまずステージ1-1をクリアし、次に1-2、1-3と進み、1-4にいるボスを倒すことではじめて「ロブのどうくつ」を抜けられ、次のステージに行ける。短いステージが並列的に繰り返されるので、プレイヤーが自分のいる場所や進行中のシナリオをわからなくなったり、倦怠感をもよおしたりする危険は、前作と比べ減っている。
ロブのどうくつ
最初のステージ。それだけに1つ1つのステージは小さく、難易度も低い。基本的な操作方法のチュートリアルから始まるが、途中にはカギを集めるなどの謎解きもある。
ボスはプチオーグラ1ごう＆ボンボーン。
はじまりの海
キョロスケやハデヒラリが住む、南国の海。前作のサンゴショウと酷似しているが、関連性は不明。
ボスはプチオーグラ2ごう（＆ペキンダックごう）。
カメカメだいち
大ガメ、カメールの住む諸島海域。風や水車、消える地面など新たなギミックが登場するなか、カメールの子供を追うことになる。
ボスはプチオーグラ3ごう＆キレモス。
ツルツル氷ざん
凍った陸地が続くステージ。クリオレたち、コンビーなど人物が共通するほか温泉もあり、前作の氷の海とよく似ている。地面はかなり滑りやすい。後半はプチオーグラの姿をした、炎を出す赤い石像と吹雪を出す青い石像が数多く出現する。
ボスはプチオーグラ4ごう。
タイボクのもり
森のステージ。仕掛けとして空からひらひら落ちる大きな葉っぱなどが登場。だぶるじゃんぷを使えるようになるステージ5-2から足場同士の距離が大きく離れ、アクロバティックな動きで進むことになる。
ボスはプチオーグラ5ごう＆ヌマーン。
まっくらどうくつ
洞窟のステージ。水中にいるとげだらけの魚ピラニャンが脅威。地上にある「ニクの木」にスピンアタックを当て、ニクを落とし気を引きながら進まなければならない。インドア・ジョーズという有名な冒険家が攻略をあきらめたという洞窟も存在する。
ボスはプチオーグラ6ごう（＆きぐるみ）。
ヤッホーこうざん
山のステージ。プチオーグラ7ごうの仕業でいたるところから岩が落下する状態となっており、その直前にパラパラ落ちる岩のかけらを目印とすることになる。岩は着水するとゆっくり落ち、スタフィーが当たってもダメージを受けず、下以外の方向から押して操作できるようになるが、下敷きになるとダメージになる。水中で地形や別の大きな岩に当たると、後者ならその大きな岩とともに割れる。大きな岩の中に扉が隠れていることもあるので、水中での岩の操作が重要。風も吹くほか、雲を使ったギミックもある。
ボスはプチオーグラ7ごう＆マンダーゼット。
テンカイ
スタフィーの故郷だが、今回は比較的早い段階での登場。内部は高度な仕掛けに満ちており、回転する鉄球や降りてくるトゲ天井、くしゃみで目の前のものを吹き飛ばす石像、目玉をぎょろつかせて監視するイマダーメなど、それら難度の高いトラップを次々と越えねばならない。
ボスはプチオーグラ8ごう＆ゆりかるご。
レッシーこ
ネッシーに似た赤く巨大な首長竜、レッシーが平和を守っている湖。観光地として有名で、スワンボート型の自動移動床「おまるボート」は名物となっているが、スタフィーにとっては賢く使わねばならない危険なマップギミック。他にキョロスケが「悪い奴じゃない。…たぶん」と言葉を濁す怪しい植物ギンジに吸い込まれ、ワープさせられながら進む必要もある。シナリオ的にはさらわれたレッシーの娘を捜す推理小説的な展開。
ボスはプチオーグラ9ごう＆ジイヤン。
げきりゅうのたき
激しい滝が数多く流れ落ちるエリア。エチギョヤとプチオーグラ10ごうの悪事を探る女忍者を助けながらシナリオを進めていく時代劇調の雰囲気を持つ。
ボスはプチオーグラ10ごう（＆手下多数）。
オーグラじょう
最後のステージ。オーグラが魔法の力で作り出した巨大な城。黒く不気味な外見を持ち、周囲には常に雷鳴がとどろいている。オーグラの本拠地だけあって、パックマンを凶悪にしたような姿でしつこく追いかけてくるトラッパーをはじめ、一筋縄ではいかない敵と仕掛けであふれている。
ボスのオーグラを倒すことでエンディングを迎える。

## キャラクター

### 主人公
スタフィー
テンカイの王子。まだ子供。おっちょこちょいで泣き虫だが頑張りやさん。前作、オーグラを封印した段階ではかなりの戦闘能力を持っていたものの、その後の数年間ですっかり「平和ボケ」し、戦い方を忘れてしまった。母親を助け出す旅は、それを思い出すところから始まる。主人公ということで台詞はないが、公式サイトでは「フィーッ」などと喋っている。
名の由来はスターフィッシュ（ヒトデ）。姿は星型に似ているが、突起ひとつひとつは鋭いというより軽い丸みを帯びている。頭に当たる部分は手足に当たる部分よりも少し大きい。青い目（イラストによっては紫にも見える）と素朴な笑顔を持つ。
ステージ攻略中、放置しておくと勝手に寝てしまう。また、ゲームオーバー時に「やめる」を選ぶとどこからか布団を取り出し、フテ寝してしまう。

### 仲間たち
キョロスケ
オレンジ色の貝殻を持つ、大きなハマグリ。スタフィーの親友（自称親分）として旅に同行する。実際は戦闘や仕掛け解除のほとんどを（王子なのに）スタフィーに任せ、自分は口やかましく指示を飛ばすだけだが、対ボス戦やトラップ攻略のヒントを随所でくれるので、参謀として活躍する。特に後半は複雑なステージの突破に欠かせない。
がさつで口が悪く、初対面の相手にもかなり失礼な接し方をする。また非常にわがままで、ひねくれ者。スタフィーをアゴで使ってばかりいる。だがその割に、なんでもないことでよく怯える。特にお化け関連が苦手。普段は威勢がいいが、不利になるとスタフィーの影に隠れたり逃げたりするなど、小物的な面が目立つ。しかもそんな自分自身を「かっこよくてつよくてかしこいキョロスケさま」「みんなのヒーロー」と恥ずかしげもなくべた褒めし、けなされれば激怒するあたり自覚はないらしく、あえてちゃらんぽらんな形を装っているわけでもない。
仲間たちの評判は悪く、特にウキッズからは「うるさくて乱暴で弱虫でスケベでおバカでケチでわがままでナマケものでヘソマガリなハマグリ」とけちょんけちょんに酷評されている。スタフィーとは劇中で熱い友情を見せるものの、その後のシーンでキョロスケ自身が独白したところによると、スタフィーは彼の「たった1人の友」らしい。
台詞のないスタフィーに代わって物語を進行させる役割も負っているが、そうした性格上の問題から仲間たちと不必要にいがみ合ったりすることもある。
同じ海（今回は「はじまりの海」、前作は「サンゴショウ」）に住むハデヒラリのことが好き。彼女への愛は彼にとって初恋らしい。見かけるたび目をハートにして甘い言葉をかけ、どうにかして気に入られようと頑張るが、彼女にはどこか迷惑がられているフシがある。また前述したウキッズの「スケベ」という評価の通り、ハデヒラリ以外の女性にも頻繁に目を奪われている。特にスタイルの良いサブァコに会ったときは、即座にナンパを始めていた。しかし、これほどの女好きにもかかわらず初恋の人はハデヒラリなので、一途な性格ともいえる。
弟と妹が計3人おり、全員幼いようで彼よりも少し小さい。住んでいるのは今にも崩れそうな家で、王族として暮らすスタフィーとは対照的な苦しい生活を送っているのが見て取れるが、兄弟愛は深いらしい。キョロスケは彼らに楽をさせるためがめつい性格に徹しており、またゆくゆくは金持ちになりたいと思っている。
貝殻の中には黒い身があり、そこに2つの目がついたシンプルな姿を持つ。殻には隙間があるらしく、中にスタフィーが入ってシェルター代わりにしたり、逆に怒ったキョロスケが彼を追い回して食べてしまうこともある。どちらの場合も、中にいるスタフィーの姿が外に浮き出て見える。
あるシーンで、おやつに持っていた昆布巻きを目印として点々と落としていった。その数はなんと数十個に上るので、昆布巻きが大好きであることがわかる。「ずかん」によれば、他に3個パックで売っているイチゴゼリーや麻婆豆腐が好物らしい。
パパスタ
スタフィーの父親で、テンカイの王様。だがオーグラ復活時、さらわれていく妻を助けることができなかった。テンカイ城門前にかなりマッチョな彼の銅像が置かれているあたり、昔は相当な強さだったらしい。青い王冠と豪華な服を身に着け、十字型の白い杖を持っている。
ママスタ
スタフィーの母親で、テンカイのお妃様。復活したオーグラにさらわれてしまうが、連れ去られる途中隠し持っていたグッズを各地に落とし、それを見つけてスタフィーが助けに来るのを祈った。
ロブじいさん
海の長老で、テンカイから下におりたスタフィーらが最初に会う仲間。がんばりおよぎやだっっしゅなど、スタフィーに色々なアクションを思い出させる。
かつては非常に強かったらしい。老いた現在でも信じられないほどの戦闘力を持っており、終盤ピンチに陥ったスタフィーらを助ける為に現われ、オーグラと激闘を演じるが、本人いわく今は若い者の時代なので、自分はあまり戦いたくないとか。また、腰が悪いらしい。
マーメイド
ピンク色の髪を持つ美しい人魚。薄紫色の貝に隠れてステージ各地におり、触れると出てきてセーブと元気の全回復をしてくれる。スタフィーの元気はステージ中、彼女以外にしんじゅを取ることでしか回復できないので、極めて重要な存在。前作は至るところにいる彼女の仲間（ただし外見は同じ）が別々にスタフィーを助けてくれていたが、今回はロブのどうくつで会う彼女一人が旅に同行し、前記の役割を果たす。ただし台詞があるのは最初の一回のみで、その後会話イベントなどに本人は参加せず、チェックポイントセーブ後のゲーム再開時のセリフのみとなり、他のキャラクター同士の間でも彼女が話題に上ることはない。主にステージのチェックポイント役を務める。
ヤドカリタ
水色とピンク色のツートンカラーに彩られたきれいな貝殻を持つヤドカリ。スタフィーにスピンアタックとピヨピヨの回復の方法を思い出させてくれる。
ラブリー
ピンク色の濃いメイクと分厚い唇が特徴の、けばけばしい姿をした魚。「あらぁん」「 - ねぇん」などねっとりとした喋り方で、ハートマークやキスを振りまく。はじまりの海で「ラブリーのおみせ」を開いており、グッズやしゃしんを売っている。買うにはしんじゅが必要となり、おみせで買える品はかなりの数に上る。しんじゅを通貨として売買に使うシステムは今回初登場だが、後の作品にも使われている。
ガールズ限定のケータイ、マダイモデル♥808パールピンクタイプを持っている。CMでは仲間と一緒に泳いでいるスタフィーを見つけて、同意無しに7歳児にはあまりにも早すぎるような強烈なキスをした直後、うっとりとした表情で顔を赤らめている（この時スタフィーは口に大きなキスマークを付けられ、気絶している）。この事から、キス魔であるものの本命はスタフィーらしい。
ハデヒラリ
その名の通り、ピンク色の派手でヒラヒラした外見を持つ女性。しかし見た目と違って物腰はおだやか。キョロスケに好かれており、事あるごとにアタックを受けるも、器用にかわしている。その一方、プチオーグラ2ごうに家具を吹き飛ばされたとき、丁度通りかかったキョロスケが気を引くため（スタフィーを使って）家具を集めようとした際、デートの誘いは無視するように断りながらも、この好意だけはしっかり受け取っていた。キョロスケの想いが通じるにはまだ時間がかかりそうである。
彼女を助けたとき得られるグッズとその説明によれば、有名ブランドの服を愛用している。
メカニじいさん
乗り物・ききゅうの研究をしているおじいさんガニ。会うとききゅうの実験に協力して欲しいと言われ、成功すればききゅうが各地で使えるようになる。その後ジェットエンジン付きのききゅう改の開発にも成功する、優秀な技術者。
薄茶色の身体と手には巨大なモンキーレンチ、背中に安全ヘルメットのようなものを負い、顔は白いひげにオレンジ色のサングラス、前後逆に被った青いキャップと、かなり特異な外見をしている。なお、カニよりもカメに近い。
カメール
カメカメだいちにいるお母さんガメ。一人称は「あたし」。前作登場のザショウクジラに匹敵する巨大さを誇り、泣いたときの声はキョロスケが「爆音」と表現したほどで、周囲の人の鼓膜が破れそうになるような大きさ。3匹の子供たちがプチオーグラ3ごうに不良化させられてしまっかたため、「オーイオイオイ」と大泣きして困っている。
カメッコちょうなん
カメールの3匹の子供たちの一番上。緑の甲羅と素直な性格を持った子ガメで、頭に2本のアホ毛が生えている。プチオーグラ3ごうが八つ当たりのようにしてキレモスに魔法の粉を降らすよう命令し、弟たちともども不良になってしまうと、赤いサンゴをたくさん頭に乗せ、黒いサングラスを掛けた姿に。
不良化後の3匹は互いにケンカしたり、注意した母親にうるさいと反抗して兄妹達と遠くの島へ逃げる、キョロスケが聞いて憤怒するような行動を取ったため、追い回されて最終的に彼の説教を受け、心を変えて元の子供に戻った。
カメッコじなん
ちょうなんの弟で、いもうとの兄。青い甲羅をしていて、勉強が嫌い。不良になるとベージュの巻貝を頭に乗せ、青いサングラスを掛けた姿に変わる。3匹は不良化直後こそケンカしていたが、スタフィーらに追いかけられてピンチになった弟や妹を上の子が救うシーンが何度かあり、兄弟仲がいいのは相変わらず。
スタフィーが追跡中の彼らは攻撃こそしてこないが、マップトラップを無視して移動する。捕まえるためには何回もスピンアタックを当てて「降参」させなければならない。
カメッコいもうと
カメール家の末っ子。ピーマンが嫌いで、赤いリボンと赤い甲羅が特徴。不良化させられると、昆布を頭に乗せ、ケンダマを持った姿に変化する。また口調も男勝りに。兄たちとケンカをしている時、「あたいの『ひっさつケンダマ』をくらいたいのかい」と言うが、実際にスタフィーから逃げる途中、手に持ったケンダマで攻撃することはない。
兄のことを「にいちゃん」と呼び、兄には「いもうとよ」と呼ばれている。
ガガンモ
オレンジ色のマントを着け、おでんを持ったモモンガ。特にガンモが好き。ムササビじゃんぷを教えてくれる。モモンガなのになぜムササビじゃんぷなのかと問うと、「いいじゃんいいじゃん！」とはぐらかす。
クリオレたち
氷ステージ（前作は「氷の海」、今回は「ツルツル氷ざん」）に住む、プチオーグラよりも小さな3人1組のクリオネ。パトロール隊を組織しており、自分たちの海の平和を守っているというのが彼らの弁だが、やってきたプチオーグラ4ごうにあっさり倒され、責任をなすりつけ合い仲間割れしてしまった。前作も同じような悪者にかませ犬のようにやられているので、キョロスケにも「なんかいっつもやられてねえか？」と呆れられている。
一応、3人組めば強力な攻撃を出せるらしいが、実際は前作、今回ともに出そうとするたびやられているので、彼らの実力は不明。しかも、後述するように1人1人の戦闘力も微妙なところである。
前作と次回作登場時は「クリオレたち」と一まとめに扱われていたが、今回はリーダーのクリオレ、「 - ですわ」と喋る女性のクリオラ、「 - でちゅ」と喋る子供のキュウリオレと、ひとりひとり個性がある。しかし、外見は全員同じ。「ずかん」でも「クリオレたち」と組にされている。
クリオレ
立派な青年の口調をしており、仲違いした2人に謝罪の手紙を書くなど、リーダーとしての自覚に優れる。パトロール隊のチーム名を「ツルツル戦隊クリオレンジャー」と命名したことをそっとスタフィーに教えた。
クリオラ
クリオレからの手紙を読んですぐ仲直りしようと思うなど、比較的素直な性格。無理矢理にでも語尾に「 - ですわ」と付ける特徴がある。チームメイトと仲違いして1人でパトロール中、ザコ敵ワットビン2匹に囲まれ慌てていた。仲直り後は、「まっくらどうくつ」のオオタルイカなどと文通を始めた。
キュウリオレ
子供らしく、クリオレの手紙を受け取ってもすぐには素直になれなかった。チームメイトと仲違いして1人でパトロール中、氷のブロックに囲まれて出られなくなっていた。宝物は『たたかえ！ワカサギロボ！』のシェルテープ。
トリート
カモノハシらしき身体。クールな元ボートレーサー。ヘルメットを被っている。本作はスケボン・スケボン改(2周目)を使わせてくれる。
サブァコ
ツルツル氷ざんで日傘を持ち、レースクイーンのバイトをしている魚の女性。グラマラスな体型を持つが、口を開けば完全なギャル。ジョージローには「ほうとうムスメ」「フリョウムスメ」といわれており、父のところにも寄りついていない。その後プチオーグラ9ごうに誘拐されるものの、非常にわがままな性格のため彼の手に負えなくなり、逃がされた。
レッシーの娘で、自分勝手な性格に育ってしまったことを彼に悔やまれている。3台限定で発売されたきわめて貴重なケータイ、マダイモデル♥808パールピンクタイプを持っている。スタフィーを「スタくん」と呼ぶ。
発音しづらい名前だが、「サバコ」と呼ばれると激怒する。しかしキョロスケには完全に「サバコ」で覚えられている。
ヒラオ＆ヒラリン
新婚ほやほやの夫婦。天女の羽衣のようなものを持ったきれいな外見の魚だが、いつもイチャイチャしているのでキョロスケにかなり嫌がられている。ヒラオがききゅうレースに優勝し、ヒラリンとのハネムーンに行くため、ツルツル氷ざんを訪れていた。キョロスケとは結婚前にヒラリンにキスしたことがあり、ずかんでは、「ヒラオのどこがいいんですか…」と嘆いていた。
ウキッズ
3人1組のサル。温泉が大好きで、いつまでも浸かっている。キョロスケと仲が悪く、スタフィーが氷漬けにされた彼を助けるため温泉まで連れてきたときも、「そのハマグリはうるさいし乱暴だし弱虫だし嫌い」と温泉を占拠したままだった。
コンビー
温泉の温度を保っている緑色の生物。普段は昆布のようだが、気合が入ると眉毛が太くなり、燃え上がる。常にコンビでツルツル氷ざん各地に3組、計6匹いる。プチオーグラ4ごうに燃やされたり、凍らされたりしそうなところをスタフィーに助けられる。関西弁を喋る組がいるが、前作登場した女性の組はいない。
オリス＆コリス
リスのカップル。ヒラオ＆ヒラリン同様ラブラブで、キョロスケやプチオーグラ5ごうに激しく嫉妬される。
ニャンジャ
猫の男性の忍者。語尾に「ニャ」が付く。先祖代々伝わる鈴を水の中に落としてしまい、泳げないので困っている。これを見つけて持ってくると、お礼にだぶるじゃんぷを伝授してくれる。
カモーネ
川の工事をするカモノハシ。台詞はあまりやる気がなく、「…」が多い。スタフィーが来ると爆弾とブロックだらけの危険な工事現場を置いて仕事を放棄する。後にそのことを問うと怒り出す。
クマじい
ハチミツが好きな老クマ。ハチミツは食料庫にあるが、5ごうの「のろい」で封印されている。ハチミツを食べると実力を発揮し、大木を一撃で倒してしまう。泳げないので、スタフィーらの旅には同行できなかった。時代劇が好き。
ビバ
男勝りな性格と鋭い歯を持つ女性のビーバー。5ごうが夢に浸っているところを目撃し、逆恨みでダムを壊されてしまった。
ミツガサゴ
赤い魚。ムーンの恋人だが、彼女にアクセサリを貢ぐ存在となってしまっている。いつもがま口の財布を持っている。
ムーン
美しい女性の魚。アクセサリを買ってもらう目的でミツガサゴと交際している。その後、彼の誕生日寸前に、プレゼントを渡す約束をした後で別れを切り出してしまった。
水が干上がると肌が荒れてしまうらしい。ラブリーやサブァコ同様、マダイモデル♥808パールピンクタイプを持っている。
ホタルビ
光る丸い生物。シナリオの登場人物というよりは、ステージ進行を助けてくれる存在。暗いエリアの各地で眠っており、触れることで目覚め、全体を明るくする。お互いリンクしており、1匹に接触するとすべて反応して起きる。しばらく経つとまどろんで薄暗くなり、さらに経つとまた眠って真っ暗になる。
目覚めている状態で接触すると、眠るまでの残り時間がリセットされ満タンになるようである。
ウォーツァルト
8分音符型の頭を持つ青い音楽家。優しい物腰で、女性らしい。「まっくらどうくつ」でプチオーグラ6ごうに自分を称える歌を作るよう命令され、拒否したところ追い回されていた。前作では伝説の楽器「海のねいろ」を吹くもかなり下手で、キョロスケにかなりけなされていたが、今回は音楽への強いこだわりを見せるなど、音楽家としての在りようを示している。
チュータ
ツボに入るのが好きなタコのオヤジ。彼の一族はツボに入っていなければ力が出ないらしく、お気に入りのツボを嵐によってなくして死にかけているところを救うことになる。ツボではなくタルでも大丈夫のようで、タルを渡すと息を吹き返し、スタフィーにスピンアタックLv2を教えてくれる。
オオタルイカ
タルを着た大きなタコ。同じようにタルを着た子分のタルイカが何匹もいる。チュータの友人で、彼にタルを分けてあげる。冷徹な口調だったが、後にクリオラなどと文通を始めるが、そのときポエムを書くという趣味が明らかになる。
タルイカ
オオタルイカの子分。親分に絶対の忠誠を誓っており、その命令で洞窟を調査している。
ガイドンナ
ツアーコンダクターをしている。口調は丁寧だが、物言いはややキツく、ツアーの旗を差して、スタフィーに助けを押し付ける。
カンニンオヤコ
カニの父子。子供はクマのぬいぐるみをお気に入りにしている。
ナマズドン＆マナズーコ
ナマズの父娘。ナマズドンは力士のように丸く太った身体とちょんまげを持つ。マナズーコは前作同様のお転婆ぶりを発揮し、父を困らせている。
タイブロンド
メガネを掛けたカメラマン。テンカイ王妃誘拐について情報を求めたプチオーグラ7ごうに踏みつけられ、さらにバクダンで地下に落とされるというかなりひどい目に遭ったため、彼への怒りを募らせている。
コルンドル先生
コドルンの世話をしているコンドルの先生。語尾に「コルン」が付く。キョロスケは彼がいるような学校に弟たちを入れられたらと願いをこぼしている。
コドルン
コルンドルに世話されている鳥のヒナ。4羽おり、1羽がピンクで3羽が黄色。陸地と離れた小島に孤立させられ、プチオーグラ7ごうが落とす岩に怯えている。
ホルーン
平らな巻貝の姿をした生物。ヤッホーこうざんまで来たスタフィーらにテンカイの危機を伝え、彼らをそこへ導く。黄色とオレンジのパステルカラーに彩られた貝には羽がついており、貝から出た白い顔にはウサギのような耳がある。
顔の先端には口のように突き出た5本の細長いものがあり、これは彼の「しゃしん」でクローズアップされている。
テンカイヘイシ
名の通り、テンカイの兵士。黄色い星型で、槍を持っている。パパスタやママスタの周りに数人いるが、個人個人の名前は不明。ステージ8-2にいる者はスタフィーをテストしたのち、流れ星を見ていて思いついたというりゅうせいアタックを授けてくれる。
テンカイコドモ
名の通り、テンカイに住む子供。ピンク色の星型。プチオーグラ8ごうに牢屋に閉じ込められている。
マユドラゴ
テンカイに住んでいる竜。白い眉と緑色の身体は見ようによっては優美だが、常に眠たそうにしている。口調は「 - ッス」。リューンを使わせてくれる。
ヤリイカさん
軍隊風のイカ5人組、ヤリイカーズのリーダー。強い眼光で4人を指揮するが、部下たちはやる気がないことが多い。5人一緒に「あーらよっとっと…」と言いながら謎のダンスを踊る。
体色はライトグリーン。「オイッスー！」が口癖。働きすぎで身体をこわしているらしい。
ヤリイカーズ1ごう
オレンジ色のでぶイカ。かみなりパンツがお気に入り。かみなりを使うのが得意。一人称は「ボク」。
ヤリイカーズ2ごう
緑色のイカ。メガネとボディの筋肉が特徴。たいそうタイツがお気に入りで、体操が大好き。特にトランポリンが得意らしい。一人称は「ぼく」と「ボク」の2通りある。
ヤリイカーズ3ごう
銀色のイカ。ぐるぐるメガネと、頭上に飛び出た毛のようなものが特徴。いつも風邪気味で、くしゃみを連発する。
ヤリイカーズ4ごう
ライトピンク色のイカ。小さなボールのような眉毛と常に上を向いた目が特徴。女の口調だが、厚化粧でオカマらしい。「お化粧セット」がなくなるとやる気が出なくなる。一人称は「アタシ」。
キョロスケいわく「ヘンなヤツといえばコイツ」。少し前までヤリイカーズの見習いだったらしい。
ジュエリー
テンカイの住人。クラゲのような姿で、宙に浮かんでいる。キョロスケいわく「空とぶテンカイのタクシー」。スタフィーを「王子」と呼び、語尾に「 - ッス」が付く。
シナリオの登場人物でもあるが、スタフィーを頭の上に乗せ遠くへ連れて行くことで、ステージ進行を助けてくれる性格が強い。といってもオート操作の便利な乗り物ではなく、どちらかというと「動く床」という表現のほうがふさわしい。まっすぐ上や横にしか進まないので、スタフィーがトゲや壁に当たりそうになると自分で避けねばならず、ミスして置いていかれるとそのままひとりだけ先へ行ってしまう。仲間としてはかなり融通の利かない存在である。
スタフィーは王子なので一見するとその家来のようだが、『任天堂公式ガイドブック』によれば「友達」らしい。実際、毎回スタフィーを「遅いッスよ」と叱ったりもしており、厳密な上下関係はない。
フナゾウ
レッシーこで「レッシーまんじゅう」を売る男。一人称の「オラ」と、「 - だべ」などなまった喋りが特徴。スタフィーとキョロスケを名探偵スタロック・ポームズと助手キョトスンと間違え、レッシーの娘が誘拐された事件の解決を求めてくる。
店を閉めると妻（カアちゃん）に怒られてしまうらしい。
レッシー
レッシーこの平和を守る赤い巨大な竜。一人称は「おれっち」で、少しガラが悪い感じの口調。ギャルに育った娘のサブァコについて「オトコおやってのはムズカシイのかねえ」と悩む一方、彼女を人質に取られた時は強く心配し、その後彼女に頻繁に連絡を入れるようになった。
ヒゲウィルスに感染すると、鼻の下にチョビヒゲのようなものが生え、クシャミが出やすくなった。
ラブラブ
京言葉を使うラブリーの仲間。彼女の「おみせ」の商品を仕入れるため、ラブリンとともにレッシーこまで来ていた。ラブリー、ラブリンと姿はよく似ていて、色が違う。ラブラブは全体的にダークグリーンである。
丁寧な物腰なので他の2人よりも落ち着いた雰囲気だが、後にラブリンのヒゲ顔を隠れて「ようお似合いどした」「おげひんなカオにはぴったり」と表現する。
ラブリン
関西弁を使うラブリーの仲間で色はオレンジ。スタフィーを「スタちゃん」と呼び、一人称は「アタイ」。口調は3人の中で最も激しい。ラブラブのヒゲ面を後に「けっこう笑えたけどな」「元々アタイとあの人じゃカオのつくりからして違うっちゅうもんやけど」と語っている。
ラブラブとラブリンは、「ラブラブリン」という名前で組んでしゃしんに写るなど、少なくとも表面上は仲がいい。
ジョージロー
傷だらけで包帯を巻いた、こわもてのサメ。サメたちの親分格だったが、ラブラブ＆ラブリンに気に入られ、「パパ」などと呼ばれている。レッシーの娘を「ほうとうムスメ」と呼ぶ。
フカフカ
虎ともアザラシともつかぬ着ぐるみをまとう謎の生物。暖かいレッシーこに厚い着ぐるみ姿で来てしまったので、大宇宙からのメッセージを受け取るところだった。雪だるまで冷やすと、着ぐるみを使えるようにしてくれる。
オギョン＆オギャン
海の平和を守る正義のくのいち、「かげろうオギョン」と「はげろうオギャン」。マンボウの忍者という珍しい存在で、「 - でゴザル」など昔風の仰々しい口調を使う。オギャンが姉。
オギョンはエチギョヤとプチオーグラ10ごうの密約を察知し、彼らの企みをオギャン宛ての密書にしたためスタフィーらに託した。その後報復として住処に500個もの爆弾を仕掛けられるが、約2億という恐るべき数の仲間を動員、これを排除した。なお、大勢いるはずの仲間は彼女らの「しゃしん」でも、1匹たりとも確認されなかった。
ゲキョじい
常に乾布摩擦をしている、赤いカエルの老人。前作登場したゲコじいの遠い親戚で、語尾に「なり」が付く強い口調。「ゲキョじいりゅうどうじょう」の師範で、スタフィーにスピンアタックLv3を教えてくれる。
武術の達人のようだが、後に訪れるとぎっくり腰になっていて、道場に弟子がひとりもいないせいで弟子集めに躍起になっていることがわかる。
ヤコウカガミ
青く縦長の外見と、鏡のように光を反射する顔を持った少女。敬語を使う。顔の横のカールと上の黄色い髪、下の赤いリボンが特徴。エチギョヤとプチオーグラ10ごうの企みを知ってしまったため、10ごうの手下の海賊によって鉄格子に閉じ込められていた。
クセのあるキャラクター勢の中ではおとなしい性格で、「しゃしん」は不意に飛ばされたリボンを見つめるという可愛らしいものだったが、救出後はワルモノに捕まらないよう身体を鍛え始め、鉄格子もらくらく曲げられるようになってしまったらしい。
女性としては珍しく、初代からキョロスケからの扱いが悪い。
ショロスケ＆チョロスケ
はぐれたキョロスケを捜すシーンで登場する、彼のそっくりさん。前作も似た場面で似た出方をしたいわゆるチョイ役だが、ラブリーのおみせで彼らのしゃしんを買うこともできるので、今回はそれなりのポジションを確立しているらしい。
ショロスケ
紫でとげとげの殻を持っており、会いにきたスタフィーをある状況下で何度も「迷子」呼ばわりするなど、やや口が悪い。「ずかん」でキョロスケが語ったところによれば、彼はショロスケより10万倍くらいチャーミングらしい。
チョロスケ
水色で渦巻きの殻を持っており、前に住んでいた場所から引っ越してきたばかりらしい。「ずかん」でキョロスケが語ったところによれば、彼はチョロスケより1000万倍くらいダンディーらしい。

### 敵キャラクター
プチオーグラ
『2』で壺に封印されたオーグラが、脱出のために生んだ10匹の小さな存在。名前は「プチオーグラ1 - 10ごう」で、尺取虫に似たスタフィーよりも小さい身体に、各々の個性を示す目や模様、飾りなどがある。顔の左右後ろから角のようなとがったものが出ているのもほとんどに共通した特徴。まだ子供だが働く悪事は親譲りで、まさしく十人十色の事件を起こし、多くの人を困らせた。それぞれ別個のステージに陣を構え、スタフィーらを待っている。
多くは相棒と組んだり乗り物に乗った状態で戦うが、本人の実力も高く、10人そろえば嵐を起こすこともできる。その嵐でオーグラが壺からの脱出に成功し、王妃ママスタをさらったことでスタフィーらの旅が始まった。
オーグラが自分の利益のためにひとりで生み出したので、彼との関係は必ずしも親子とはいえないが、10匹はオーグラを父親と認識している。一方オーグラも終盤での登場時、それまでに倒されたプチオーグラたちの「仇をとる」という発言をしていることから、両者の間には実際の親子と変わらない繋がりがある。また続編の『3』では「ワシの為に一生懸命働いてくれた」と子供たちへの感謝の念を表す台詞もある。
10ごうが長男で、番号が小さくなるほど下になり、1ごうが末子。10人はほぼ同時に生み出されたので、10兄弟というよりも「10つ子」である。なお『任天堂公式ガイドブック』によると、数え方は「 - 人」でなく「 - 匹」が正しい。
台詞はカタカナのみのオーグラと違い、漢字ひらがな混じり。
スタフィーに倒された後の『3』でオーグラの発言からプチオーグラはスタフィーによって『3』では開始時点で全員死亡していたことが判明する。
プチオーグラ1ごう
「ロブのどうくつ」のボス。洞窟内に緑色の謎の物体を40個もばらまくといったイタズラを働き、キョロスケをモテないハマグリと侮辱した。最終的にはボンボーンと組んでスタフィーらに襲い掛かるが、どのようにして彼と知り合ったのかはゲーム中で明らかにされていない。
つばの曲がった黒いハットを被り、カールした黄色い髪と黒い角、紫の身体の首元には襟のような黒い三角形が見える。戦闘中は常にボンボーンにつかまっているようだが、『任天堂公式ガイドブック』のイラストでは、角の2本でボンボーンの頭を押さえるようにしている。
プチオーグラ2ごう
「はじまりの海」のボス。縦に白いラインのある真っ赤な身体というライダースーツを着たような姿と、傾斜の強いサングラスが特徴の自信家。バイク型の三輪車ペキンダックごうを駆り、スタフィーらを「チキン野郎」と挑発した。渦を巻き起こしてハデヒラリの家の家具を遠くへ放り出すといった悪事を働く。
プチオーグラ3ごう
「カメカメだいち」のボス。キレモスに乗って移動する。退屈していたところ仲良く遊んでいるカメッコ兄妹を見つけ、腹が立つのでキレモスの魔法の粉をかけ、不良に変えた。語尾に「にゃ〜」が付く。
緑の身体に、頭の突起と尾の太いトゲが両方黄色いという特徴を持つ。
プチオーグラ4ごう
「ツルツル氷ざん」のボス。関西弁を使う（キョロスケ以上に）凶暴な性格と、雪女のような不気味な性格の2面性を持っている。両者を入れ替えながら行動し、操る攻撃もそれぞれ炎、氷と変化する。キョロスケやクリオレたちを凍らせ、コンビーたちを燃やそうとしたりした。身体は前半分が水色で、後半分が赤い。角は黒く、バサバサの赤い髪を持つ。メガネを掛けているがデザインが特殊で、右目だけ透けており左目は鏡のように反射している。
他のプチオーグラと違って相棒はおらず、自ら2つの頭を持つ巨大な蛇に変身して戦う。2つの頭を交互に前に出しながら、色と対応する炎と氷の攻撃を繰り出す。スピンアタックが効かないが、代わりに通常ステージ中にも置かれていた炎と氷を出す像があり、その相反する方を当てることでダメージを与えられる。なお、同属性のものを当てても何も起こらない。
同じ意味の台詞を別々の性格で2回言うこともある。ゲーム内では「彼女」と表記されていたので女性である。
プチオーグラ5ごう
「タイボクのもり」のボス。手下ヌマーンの上に乗っている。ラブラブのオリスとコリスに嫉妬し、ヌマーンに命じて森の水を干上がらせた。さらにムーンとミツガサゴにも嫉妬、ミツガサゴをオリに拉致して閉じ込め、救出のために鍵を奪ったスタフィーも追い回すという「愛の暴走」を見せる。
女の子だが目は常に怒ったようにつり上がっている。普段はお嬢様口調だが、キレると荒々しい本性を見せる。てるてる坊主風のプリーツワンピースと、頭に盛られた巻き髪が特徴。どちらもピンク色。
プチオーグラ6ごう
「まっくらどうくつ」のボス。きぐるみを着た巨大な姿で現れ、スタフィーたちを驚かせるが、のちにキョロスケの機転によって、他のプチオーグラ同様の小さな正体があらわになる。
洞窟の王を自称して激しく暴れ、ウォーツァルトに自分を讃える歌を作るよう命令するも拒絶されたので、追い回していた。見栄っ張りでいつも威張り散らしており、1000人以上の敵を倒したと吹聴するが、キョロスケが突っ込むとあっさり嘘であることが判明してしまう。他のプチオーグラたちと違い、ザコキャラクターを含め手下が1人もいないらしい。
語尾に「ぜーい」が付く。学ランのように黒いボタンの2つ付いた身体と、リーゼントを上に跳ね上げたような青い頭を持つ。顔の横の角は黄色。
自分が「おニイちゃま」や「おネエちゃま」より強いことを証明するため戦う。
プチオーグラ7ごう
「ヤッホーこうざん」のボス。バクダン遊びが大好きで、それを使って岩を雨のように降らせ、旅行客を岩の中に閉じ込めたり、コドルンを離れ小島に孤立させたりした。スタフィーへの対抗心をむき出しにしており、自分の事を無視されるのが大嫌い。エイ型メカ、マンダーゼットに乗って戦う。
プチオーグラ8ごう
「テンカイ」のボス。プチオーグラの中では上の方だが、いつもおしゃぶりをくわえており、「らんたった〜」が口癖。しかしスタフィーが留守にしていたテンカイを襲撃し、城門前にあるパパスタの銅像を破壊したり、テンカイコドモをオリに閉じ込めたりと暴れ回った。特に後者は敵地の牢を使っているので、密かに能力の高さを示しているといってよい。
お気に入りの乗り物・ゆりかるごに乗って戦う。赤いおしゃぶりと黄色い角が全身真っ黒の身体に映える。オーグラを「とうちゃん」と呼ぶ。

プチオーグラ9ごう
「レッシーこ」のボス。語尾に「じょ」が付く。レッシーの娘サブァコを人質にとり、ジイヤンに彼を攻撃してもらうも、彼女のわがままな性格に耐えられず逃がしてしまった。ジイヤンに甘やかされて育ったため泣き虫でわがままな性格だが、レッシーの娘誘拐の犯人だとキョロスケに断定されたところ強く反論するなど、弁が立つ。
黄色い身体で、よく大口を開けて泣いている。顔の横の角はブルーで、他のプチオーグラと違い丸型。
戦闘はジイヤンと一緒に行うが、ただ泳ぎ回るだけで、攻撃されるとジイヤンに隙ができてしまうので、むしろ彼の足を引っ張っている。10匹中唯一、明らかに戦闘能力を持たないプチオーグラ。
プチオーグラ10ごう
「げきりゅうのたき」のボス。オーグラの長男で、海賊の首領。エチギョヤと密約を結び大量の武器を集めるがそれはオーグラのためであり、父への忠誠は弟たちよりも厚いことがわかる。
左目の眼帯と、口を三角に覆う赤白ボーダーのスカーフが特徴。
分身の術を得意とする。オギョンの書いた密書をスタフィーから奪い、取り戻そうとする彼を分身3体で惑わした。
ボスとして戦う時、これといった相棒と協力し合うわけではないが、代わりに大量の手下を呼び出し、自身は攻撃せず空中を浮遊する。兜をかぶった状態と乗り物にした状態を頻繁に切り替えるので、それに応じて戦法を変えねばならない。なお、こちらでは一切分身の術を使わない。
ボンボーン
白いトゲ付きの貝の上から青い顔を出した巻貝。暴れ者で、前作からキョロスケのライバルだった。語尾に「ボーン」が付く。今作では、プチオーグラ1ごうと組んでいる。貝のみを回転させて水底を移動し、体力が減ると画面上方をうろついたり飛び上がっての急降下で攻撃したりするが、常に弱点が露出しているうえ、動きも遅いのでボスとしては戦いやすい相手である。
ペキンダックごう
プチオーグラ2ごうが操るバイク型の乗り物。炎に身を包んでの体当たりを仕掛けながら、小さな火を点々と落としていく。時々エンストを起こしてしまうのが玉にキズ。タイヤが3つある。
キレモス
プチオーグラ3ごうが操る巨大な蛾。大きな羽で空を自由に移動し、魔法の粉を降らせたり、地上を高速で這う火を放ったりして攻撃する。身体を丸めて急降下することもあるが、地面にぶつかりプチオーグラ3ごうともども気絶してしまう。
ヌマーン
プチオーグラ5ごうの手下。主同様、女性の口調。ひげのないナマズのような全身金色の大きな姿で、大きく離れた青い目の間と背中に、カールした金色の髪のようなものがあり、背中のそれは5ごうのシートのようになっている。5ごうが怒るとそのとばっちりを受けてしまうらしいが、自身も主に劣らず気性が荒い。「クエックエックエッ」と笑う。
湖の水をすべて飲み込んでしまうほどの強い吸引力を持ち、それは戦闘でも活かされる。他に茶色の分身をいくつも呼び出して体当たりさせることができる。よく壁の中に潜んでおり、また動きが速い。
きぐるみ
プチオーグラ6ごうが操る巨大な衣装。胸と腕がオレンジ色で、腹から下は黒。太い腕と大きな手、鉄球のように出っ張った腹を持ち、かなり強そうだが、時々脱げてしまうことがある。6ごう自身と比べあまりにも大きいので、着ているというよりは、乗って中で操縦しているようにも見える。
腕を回しながらジャンプで突っ込んできたり、両手で地面を叩いて岩を落としたりする。動きは鈍いが、巨体のため回避は容易でない。
マンダーゼット
プチオーグラ7ごうが操る乗り物。名前のようにエイ（マンタ）の姿を持ち、古典的なアニメのUFOにあるような、上に出っ張った透明のコクピットの中で7ごうが操縦する。ただのメカのようだが、生き物のような目が付いている。ボディは非常に硬く、コクピットに攻撃しなければダメージを与えられない。自分と同じエイ形をしたミサイルを撃ってきたり、バクダンを落としたりして戦う。エンディング後の再戦時にはオイルが塗られ、体色が赤っぽくなっている。
ゆりかるご
プチオーグラ8ごうが操る乗り物。名前の通り8ごうのゆりかご的存在で、エスカルゴに似ている。深緑の甲羅にオレンジのラインが入っており、白い身体からはたてがみのようなものが生えている。
表面は硬い甲羅で覆われており、ダメージを与えるには上から8ごう自身を狙わなければならない。口から哺乳瓶などのベビー用品を放って攻撃する。8ごうの力で分身の術も使うが、本物には影がついている。画面は常に暗くなったり、明るくなったりを繰り返す。
ジイヤン
プチオーグラ9ごうの世話をしている老人。口調は丁寧だがこわもて。ヒゲウイルスをばらまき湖に住んでいるみんなにヒゲを生やした。プチオーグラ9号を「おぼっちゃま」と呼び、甘やかしている。「おぼっちゃま」にひどいコトをした復讐としてスタフィーらに勝負を挑む。
大きなヒゲをブーメランのように飛ばして戦い、9ごうが攻撃されると慌てて隙ができてしまうものの、同時に小さなヒゲを数本発射する。9ごうさえいなければスタフィーには倒せなかったほどの難敵。
彼が何者で、どのような経緯からプチオーグラ9ごうを世話することになったのかは不明。
エチギョヤ
プチオーグラ10ごうと密談を交わし、彼に「ワルよのう」と言われていた着物姿の魚。小心者だが裏で手を回し事を有利に運ぶという、ある種の典型的な悪役。企みが白日の下となり成敗されたあとは、罰としてオギョンらにレッシーこのゴミ拾いを命じられたらしい。
チョンマギョ
プチオーグラ10ごうの命令で、オギョンらの住処に仕掛ける爆弾を作った小さな魚。動きが早く、壁で封じ込めなければ捕まえられない。悪事が明るみに出た後は商売上がったりになってしまったらしいが、その腹いせにスタフィーにテンカイで雇えと要求するなど、図太い性格である。
ミジンゴウ
プチオーグラ10ごうの手下。彼との戦闘ではかなりの数が降ってくるが、溺れているものもいた。スタフィーと会話をするものもおり、彼は一人称が「オレ」、語尾に「ッス」が付いていた。
オーグラ
前作から引き続いてのラスボス。ママスタをさらった張本人であり、スタフィーの宿敵。前回よりもパワーアップしており、一度は圧倒的な戦闘力によってスタフィーらを後退させた。
プチオーグラたちには父親として認識されていることから男性のようだが、単独で卵を産み子供をつくれる。

## 移植版
| No. | タイトル                                      | 発売日        | 対応機種        | 開発元 | 発売元 | メディア                            | 型式 | 備考 | 出典              |
| --- | --------------------------------------------- | ------------- | --------------- | ------ | ------ | ----------------------------------- | ---- | ---- | ----------------- |
| 1   | 伝説のスタフィー2                             | 2016年3月16日 | Wii U           | トーセ | 任天堂 | ダウンロード (バーチャルコンソール) | -    |      | [ 1 ]             |
| 2   | ゲームボーイアドバンス Nintendo Switch Online | 2024年7月12日 | Nintendo Switch | 任天堂 | 任天堂 | ダウンロード                        | -    |      | [ 2 ] [ 3 ] [ 4 ] |

## 関連商品
- 『任天堂公式ガイドブック 伝説のスタフィー2』（小学館、2003年10月、ISBN 9784091061270）